# Wes Bentley
Wesley Cook Bentley (Jonesboro, 4 de setembro de 1978), mais conhecido como Wes Bentley,  é um ator americano. Ele é mais conhecido por seus personagens em American Horror Story e por interpretar Jamie Dutton em Yellowstone.

## Filmografia

### Cinema
| Ano  | Título                        | Papel                 | Notas          |
| ---- | ----------------------------- | --------------------- | -------------- |
| 1995 | Serendipity Lane              | Lonnie                | Curta-metragem |
| 1998 | Three Below Zero              | Julian Flincher       |                |
| 1998 | Beloved                       | Sobrinho do professor |                |
| 1999 | American Beauty               | Ricky Fitts           |                |
| 1999 | The White River Kid           | Garoto do Rio Branco  |                |
| 2000 | The Claim                     | Donald Daglish        |                |
| 2001 | Soul Survivors                | Matt                  |                |
| 2002 | The Four Feathers             | Jack Durrance         |                |
| 2005 | The Game of Their Lives       | Walter Bahr           |                |
| 2007 | Ghost Rider                   | Coração Negro         |                |
| 2007 | Weirdsville                   | Royce                 |                |
| 2007 | The Ungodly                   | Mickey Gravatski      |                |
| 2007 | P2                            | Thomas                |                |
| 2008 | The Last Word                 | Evan                  |                |
| 2009 | Dolan's Cadillac              | Robinson              |                |
| 2009 | The Greims                    | Donnie Greims         | Curta-metragem |
| 2009 | The Tomb                      | Johnathan             |                |
| 2010 | Jonah Hex                     | Adleman Lusk          |                |
| 2011 | There Be Dragons              | Manolo Torres         |                |
| 2011 | After-School Special          | Homem                 | Curta-metragem |
| 2012 | Underworld: Awakening         | Dr. Edward Vronski    |                |
| 2012 | Rites of Passage              | Benny                 |                |
| 2012 | Gone                          | Peter Hood            |                |
| 2012 | The Hunger Games              | Seneca Crane          |                |
| 2012 | Hirokin                       | Hirokin               |                |
| 2012 | The Time Being                | Daniel                |                |
| 2012 | Hidden Moon                   | Victor Brighton       |                |
| 2013 | Lovelace                      | Thomas                |                |
| 2013 | Pioneer                       | Mike                  |                |
| 2014 | 3 Nights in the Desert        | Travis                |                |
| 2014 | The Better Angels             | Sr. Crawford          |                |
| 2014 | After the Fall                | Bill Scanlon          |                |
| 2014 | Cesar Chavez                  | Jerry Cohen           |                |
| 2014 | Welcome to Me                 | Gabe Ruskin           |                |
| 2014 | Interstellar                  | Doyle                 |                |
| 2014 | Amnesiac                      | Homem                 |                |
| 2015 | Knight of Cups                | Barry                 |                |
| 2015 | Final Girl                    | William               |                |
| 2015 | We Are Your Friends           | James                 |                |
| 2016 | Pete's Dragon                 | Jack                  |                |
| 2016 | Broken Vows                   | Patrick               |                |
| 2018 | Mission: Impossible – Fallout | Erik                  |                |
| 2019 | The Best of Enemies           | Floyd Kelly           |                |

### Televisão
| Ano       | Título                            | Papel                 | Notas        |
| --------- | --------------------------------- | --------------------- | ------------ |
| 2014      | Open                              | Evan Foster           | Telefilme    |
| 2014–2015 | American Horror Story: Freak Show | Edward Mordrake       | 3 episódios  |
| 2015–2016 | American Horror Story: Hotel      | Det. John Lowe        | 12 episódios |
| 2016      | American Horror Story: Roanoke    | Ambrose White / Dylan | 10 episódios |
| 2018-2024 | Yellowstone                       | Jamie Dutton          | 53 episódios |

### Teatro
| Ano  | Título       | Papel  | Notas        |
| ---- | ------------ | ------ | ------------ |
| 2010 | Venus in Fur | Thomas | Off-Broadway |